# Cesar Romero
Cesar Julio Romero Jr., född 15 februari 1907 i New York, död 1 januari 1994 i Santa Monica, Los Angeles, Kalifornien, var en amerikansk skådespelare, sångare, dansare och komiker, verksam under närmare 60 år. Romero gjorde en mångfald olika roller, bland annat "den latinske älskaren", historiska karaktärer i kostymdramer, figurer i lättsamma komedier och skurkroller som Jokern i TV-serien Läderlappen (1966–1968).

## Biografi
Cesar Romero var son till kubanska invandrare. Hans mor var sångerska. Romero var barnbarn till den berömde kubanske frihetsledaren och poeten José Martí.
Romeros yrkesverksamma liv spände över sex decennier. Han började som dansare innan han hamnade på teatern. Han gjorde filmdebut 1933 och medverkade i över 100 filmer. Lång, mörk och stilig var han urtypen för den "latinske älskaren". Under 1940-talet hade han titelrollen som Cisco Kid i en serie långfilmer. 
I TV-serien Läderlappen åren 1966–1968 spelade Romero Jokern. På senare år medverkade han i TV-serien Maktkamp på Falcon Crest, där han spelade Peter Stavros, make till huvudpersonen Angela Channing.
Cesar Romero gifte sig aldrig.
Romero avled på nyårsdagen 1994 efter att ha drabbats av blodpropp, bronkit och lunginflammation. Han kremerades och askan begravdes på Inglewood Park Cemetery i Inglewood, Kalifornien.

## Filmografi i urval
- Den gäckande skuggan (1934)
- Lyckan kommer... (1935)
- Metropolitan (1935)
- Den gäckande blondinen (1936)
- The Cisco Kid and the Lady (1939)
- Det ensamma husets hemlighet (1939)
- Viva Cisco Kid (1940)
- Lucky Cisco Kid (1940)
- The Gay Caballero (1940)
- Weekend i Havanna (1941)
- Swingflickan (1941)
- Manhattan (1942)
- Orkesterfruar (1942)
- Karneval i Costa Rica (1947)
- Erövraren från Kastilien (1947)
- Damen i hermelin (1948)
- Västerns vilda blondin (1949)
- En gång tjuv... (1950)
- Fällande fingeravtryck (1951)
- Härligt förälskad (1951)
- Vera Cruz (1954)
- Passport to Danger (TV-serie) (1954-1958)
- Jorden runt på 80 dagar (1956)
- 1956 – Till varje pris
- The Red Skelton Show (TV-serie) (1956-1970)
- The Story of Mankind (1957)
- Zorro (TV-serie) (1959)
- Rawhide (TV-serie) (1959-1965)
- The Betty Hutton Show (TV-serie) (1960)
- Storslam i Las Vegas (1961)
- Fnurra på trå'n (1962)
- Burke's Law (TV-serie) (1963-1965)
- Bröderna Cartwright (TV-serie) (1965)
- Mannen från U.N.C.L.E. (TV-serie) (1965)
- Batman (1966)
- Läderlappen (TV-serie) (1966-1968)
- Daniel Boone (TV-serie) (1966-1969)
- Skidoo (1968)
- Smart (TV-serie) (1968)
- Love, American Style (TV-serie) (1971)
- Alias Smith and Jones (TV-serie) (1971-1972)
- The Jimmy Stewart Show (TV-serie) (1971-1972)
- Brottsplats: San Francisco (TV-serie) (1974)
- The Strongest Man in the World (1975)
- Fantasy Island (TV-serie) (1979-1983)
- Charlies änglar (TV-serie) (1980)
- Kärlek ombord (TV-serie) (1984-1986)
- Maktkamp på Falcon Crest (TV-serie) (1985-1987)
- Mord och inga visor (TV-serie) (1985-1992)
- Pantertanter (TV-serie) (1990)
- Carmen Miranda: Bananas is My Business (1995)